# Conjunto Histórico de la Ciudad de Palencia
La Ciudad de Palencia es un conjunto histórico español, ubicado en el núcleo de la ciudad homónima, capital provincial, en Castilla y León. Cuenta con el estatus de bien de interés cultural desde 2018. Situada en la amplia llanura de Tierra de Campos, coronada por el cerro del Cristo del Otero, símbolo de la ciudad, su ubicación entre el río Carrión y el ferrocarril, han determinado su configuración urbana.
Con unos orígenes que se remontan a fechas protohistóricas, su patrimonio y urbanismo es el resultado de su evolución a lo largo de las distintas épocas históricas, la romana y la Edad Media, así como los siglos XVI al XVIII y las importantes transformaciones del siglo XX, periodos todos ellos reconocibles en el conjunto histórico de la ciudad, en la que coexisten junto a monumentos como la catedral, el convento de San Pablo, la iglesia de San Miguel, la iglesia de Santa Clara, San Francisco, San Lázaro o la Virgen de la Calle, un conjunto arquitectónico civil de finales del siglo XIX y principios del XX, como el palacio de la Diputación Provincial, el Casino o la Casa del Cordón, muestras de modernismo, historicismo y eclecticismo, en el que el trabajo de arquitectos como Juan Agapito y Revilla, Jacobo Romero y Jerónimo Arroyo dejó su impronta.

## Historia
La tradición remite la fundación de la ciudad de Palencia a Palauto, jefe vacceo hijo de Rómulo o a los griegos, quienes darían el nombre de la diosa Pallas a la ciudad, si bien el acercamiento a la realidad sobre los orígenes de Palencia viene determinado por el conocimiento de su subsuelo arqueológico y los importantes vestigios romanos hallados, que confirman su antigüedad y su profunda romanización. A partir de las excavaciones realizadas en el casco urbano de la ciudad, el origen de Pallantia, que ya aparece citada en las fuentes por el geógrafo latino Pomponio Mela como una de las ciudades más importantes de la provincia romana Tarraconense, se remite a un primer asentamiento consolidado de mediados del siglo I d. C., aunque existen evidencias de una ocupación en fechas anteriores.
Una terrible inundación del río Carrión destruyó gran parte de la ciudad y provocó su abandono temporal, posiblemente a comienzos del siglo II d. C., tras el cual y hasta el siglo V, se desarrolló un importante núcleo urbano. La nueva ciudad se extenderá básicamente en el ámbito que hoy se considera casco antiguo. De hecho, los resultados de las últimas excavaciones llevadas a cabo en la zona, señalan que el trazado actual de la ciudad pudiera corresponder con el trazado planificado de época romana.

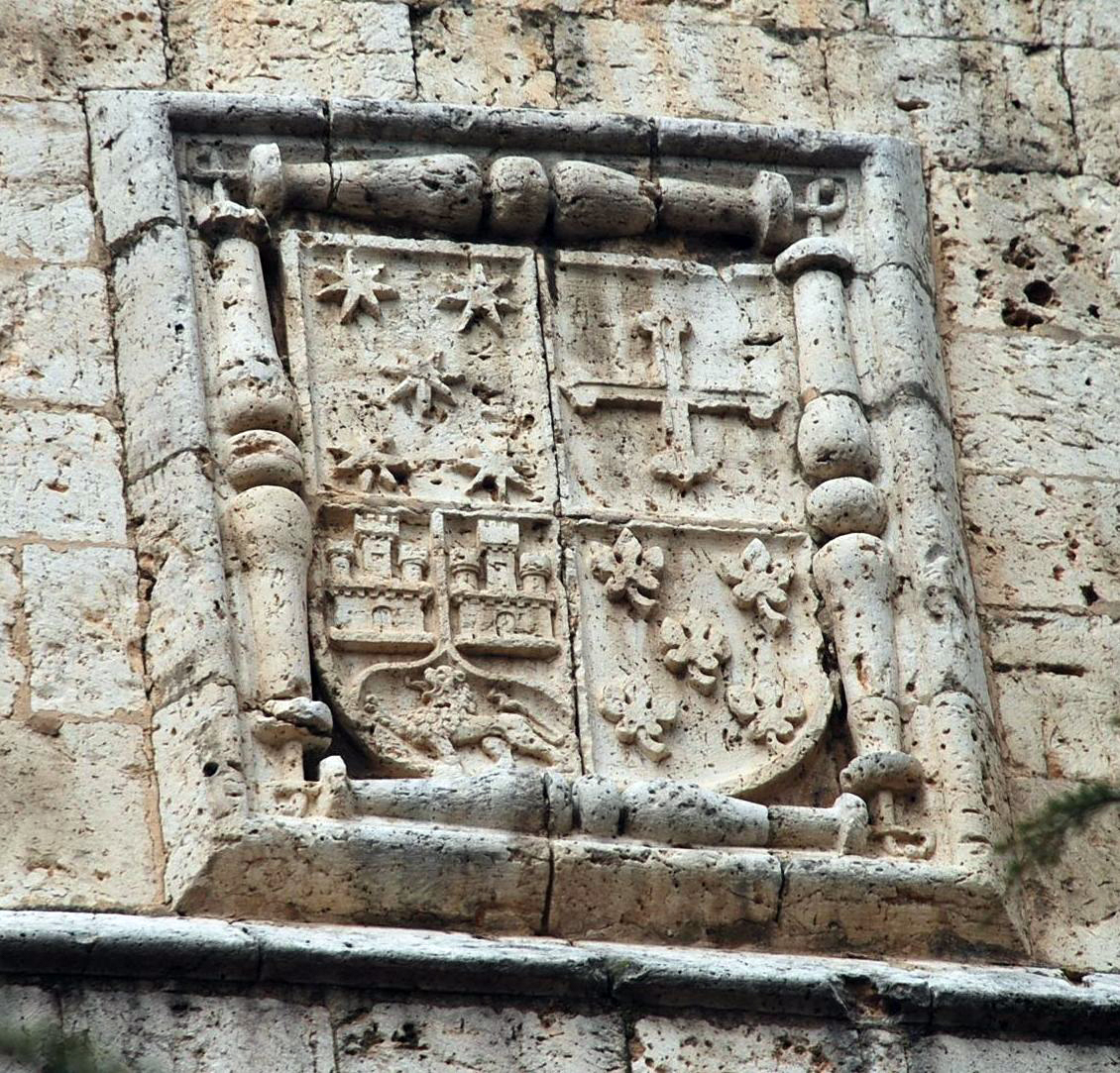
Escudo de armas en la iglesia de San Pablo

El desarrollo urbanístico de la ciudad se produce, con momentos de mayor o menor intensidad, desde el siglo III hasta el siglo V. Se conoce por fuentes documentales el incendio que asoló la ciudad a partir del 457 tras la invasión de los godos, lo que dará lugar a cambios y desplazamientos de la población; pero, a pesar de que no se han encontrado restos en el subsuelo posteriores a esta fecha, no parece que se produjese su total abandono. De hecho, la construcción de un templo, del que se conserva el primer tramo en la cripta de San Antolín, revela la existencia de una población de cierta entidad y perpetúa este espacio simbólico como una zona de poder religioso, que se ha mantenido hasta la actualidad.
En el momento de la repoblación, la ciudad no estaba totalmente abandonada, si bien la organización de la red urbana medieval y la formación de su estructura urbana se producirá, como en la mayoría de las ciudades de Castilla y León, entre los siglos XI y XIII. En el siglo XI, con Sancho III el Mayor, Palencia ya poseía la condición de ciudad; era sede de un extenso episcopado que englobaba parte de la actual provincia de Valladolid y fue sede de los Concilios de 1113 y 1124, a los que asistieron los reyes de Castilla, pero no será hasta el reinado de Alfonso VIII, que instituyó el primer Concejo, cuando la ciudad alcanza su máximo esplendor.

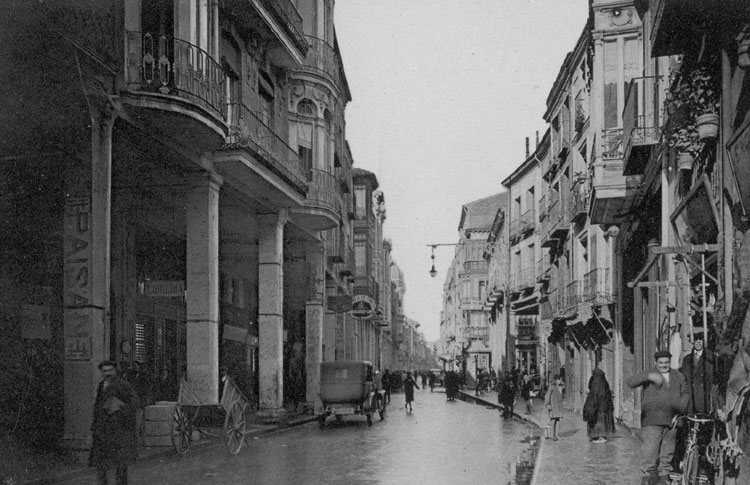
Calle Mayor

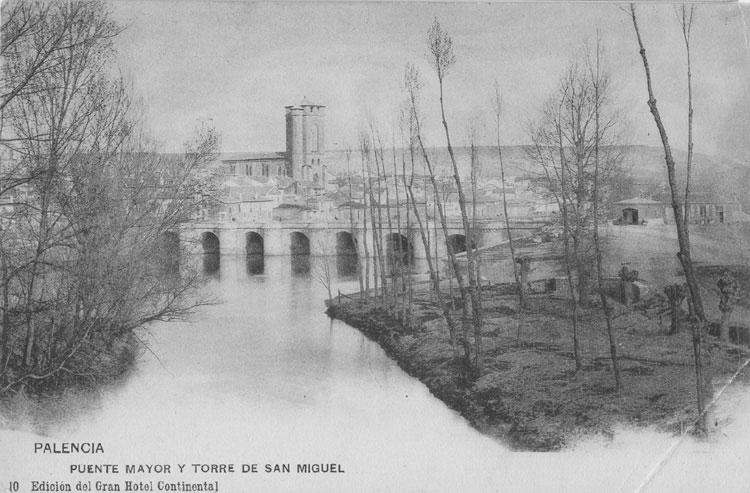
Puente Mayor sobre el río Carrión y torre de San Miguel

Durante los siglos XII y XII, con la construcción de sus murallas y la formación de las instituciones concejiles, la ciudad va desarrollándose espacialmente y adquiriendo un carácter netamente urbano, en un proceso de expansión en el que el Camino de Santiago que cruza la provincia de este a oeste, tendría su importancia. En los siglos XIII y XIV, Palencia siguió representando un importante papel y escenario de los principales acontecimientos políticos de la época, siendo sede de reuniones de Cortes y Concilios, ejerciendo en cierta manera el papel de capital en una corona que carecía de capital política. En 1212, el obispo Tello Téllez de Meneses fundó los «Estudios Generales», entre cuyos alumnos destacaría la figura de Domingo de Guzmán, y en 1255 se promulga el Espéculo, texto legal con el que Alfonso X pretendió la unificación jurídica. De gran importancia para el futuro desarrollo económico de Palencia fue su posicionamiento a favor de Fernando IV en 1296, en plena guerra civil con el infante don Juan, autoproclamado rey de León, Galicia y Sevilla, siendo la ciudad recompensada por el rey Fernando con privilegios tan importantes como la exclusión de los afamados tejidos palentinos del pago del portazgo y una segunda feria franca.
A partir del siglo XIV comienza el inicio de la decadencia y pérdida de protagonismo de la ciudad, que ya solo en contadas ocasiones se va a erigir en escenario de acontecimientos históricos importantes, como la boda celebrada en su catedral entre el infante don Enrique, hijo y heredero de Juan I, y la princesa Catalina de Lancáster; la heroica defensa de la ciudad por las mujeres palentinas contra las tropas del duque de Lancaster, pretendiente a la corona de Castilla, origen del «derecho de tocas», banda de color rojo y dorada símbolo de la ciudad que luce el traje tradicional palentino; o la proclamación como rey del infante Don Alfonso en 1425.
Durante los siglos XV y XVI, Palencia se convirtió en un importante foco de industria pañera, actividad que siempre ha caracterizado la estructura empresarial de esta localidad y que la hizo famosa durante años por la elaboración de sus mantas. La prosperidad de sus ferias y la consolidación del mercado nuevo, dio lugar a un importante desarrollo económico, que trajo como consecuencia un importante aumento de la población y la expansión del núcleo urbano. Poco a poco y de forma gradual, la ciudad fue perdiendo protagonismo. Su participación en la Guerra de las Comunidades y la consecuente pérdida de confianza del emperador Carlos V, marcaron el inicio del declive de Palencia. El destacado papel de la ciudad en la Guerra de la Independencia y la construcción del canal de Castilla, constituyen los dos momentos más significativos en el siglo XIX en la historia de la ciudad.

## Descripción
Origen y formación del tejido urbano

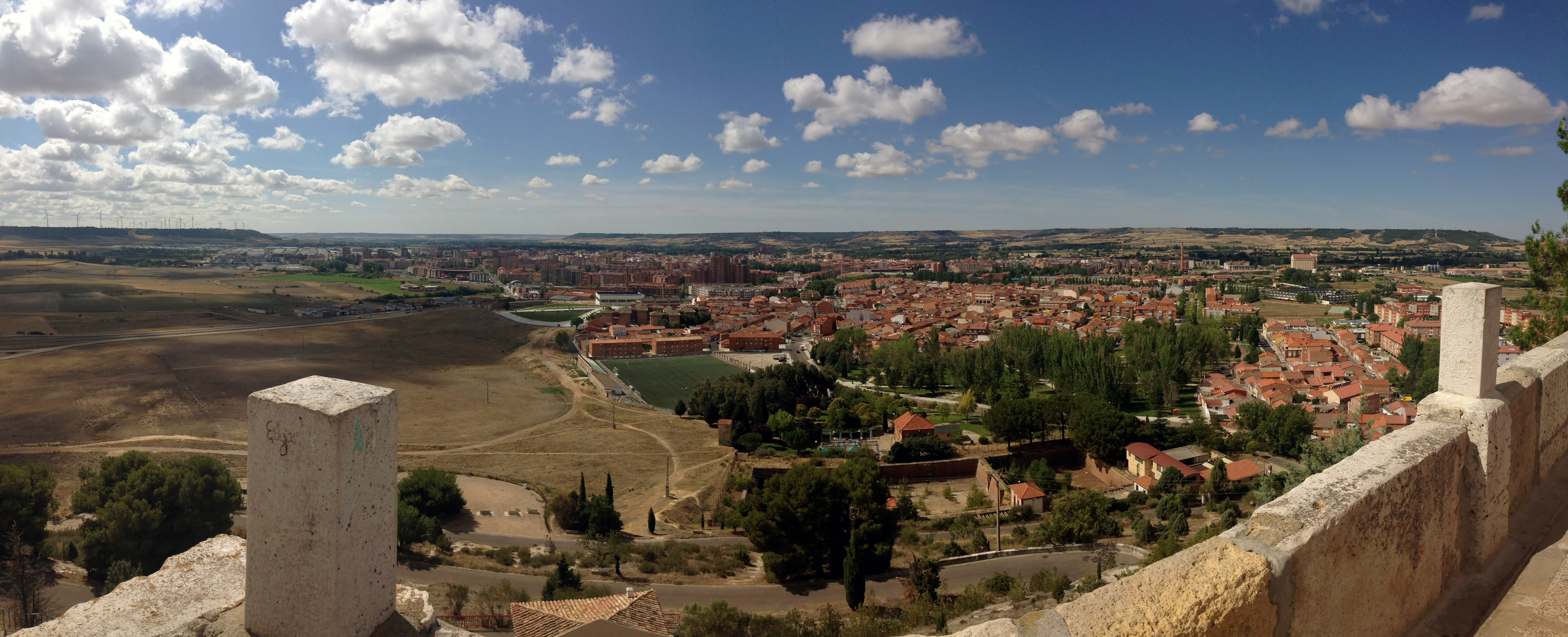
Vista general del núcleo urbano

La ciudad de Palencia se encuentra ubicada en la orilla izquierda del río Carrión, en la llanura de Tierra de Campos. Según Madoz «la ciudad se sitúa en la orilla izquierda del río Carrión en lo más llano de su vega y a dos leguas de su confluencia con el Pisuerga, el terreno sobre el que descansa es sumamente fértil y pocas poblaciones gozan de una perspectiva tan deliciosa y pintoresca como la que ofrece esta ciudad….». La evolución urbanística de Palencia estuvo marcada por su situación geográfica, entre el trazado del río Carrión, eje de referencia del desarrollo urbanístico de la ciudad, y el ferrocarril, lo que deterinaron el plano alargado de la ciudad. El modelo urbano de Palencia que ha llegado hasta nuestros días se genera durante los siglos X y XI, se consolida durante los siglos XV y XVI y terminará densificándose durante los siglos XIX y XX.
La configuración urbana de la ciudad se produce en el siglo XI, a partir del establecimiento de parroquias alrededor de un foco monumental y la creación de un primer recinto de murallas. El primer asentamiento, conocido como Barrio de San Antolín, se desarrolla en torno a la catedral, donde se van a construir los elementos y dependencias relacionadas con el poder político y religioso del momento, el alcázar, la catedral y el Palacio Obispal, la iglesia de Santa Marina, el Hospital de San Antolín y las Casas del Obispo, así como todo tipo de construcciones civiles relacionadas con la vida diaria, como el mercado. Un segundo asentamiento más moderno, conformado por mercaderes y artesanos, se desarrollará en torno a la iglesia de San Miguel.
Desde el punto de vista urbanístico, estos dos núcleos presentan un trazado laxo, con grandes plazas desarrolladas en torno a los edificios religiosos y pequeñas agrupaciones de casas exentas, donde, hasta el nacimiento de nuevos barrios que irán surgiendo al sur y sureste, se irá desarrollando la principal actividad económica de la ciudad, de la que es fiel reflejo la toponimia con nombres como la Puerta de las Ovejas, el Mercado Viejo, las Carnicerías, las Tenerías o las calles de Pescaderos o de Yeseros. A finales del siglo XI se abre la Rúa Mayor, calle de gran longitud paralela al río, de trazado curvilíneo, que se va a convertir en el eje de la vida económica, estructurando los dos núcleos primitivos y posibilitando nuevos usos urbanos y nuevas actividades.
A lo largo de los siglos XII y XIII se irán abriendo nuevas calles y nuevos trazados, ampliándose la trama edificada con la creación de nuevos barrios, como el Barrio de La Puebla, el Barrio Nuevo y el Barrio de San Francisco, que necesitarán para su protección una nueva muralla. El Barrio de La Puebla, fundado en 1165 sobre una serna del Cabildo de la Catedral, aunque de origen netamente rural, se irá convirtiendo con el tiempo en un barrio industrial y próspero, caracterizado por un trazado de cierta regularidad en el sector sur-oriental y por tejidos más irregulares en la zona más próxima al río. El Barrio Nuevo, citado documentalmente por primera vez en 1251, tiene su origen en la apertura de una calle de carácter rectilíneo hacia el norte, que permitiría la expansión de la población hacia esa zona antes vacía. Por su parte, el Barrio de San Francisco, que se desarrolló a partir de la construcción en 1296 del Hospital de San Lázaro y del Convento de San Francisco, presenta un trazado regular que revela su origen planificado. Además de los señalados, otros barrios configuran la Palencia del siglo XIII, como el Barrio de Judíos, el Barrio Medina –comprendido en la colación de San Miguel e inmediato al río–, el Barrio de las Tenerías junto a la Catedral y el de Santa Marina, al norte y extramuros.

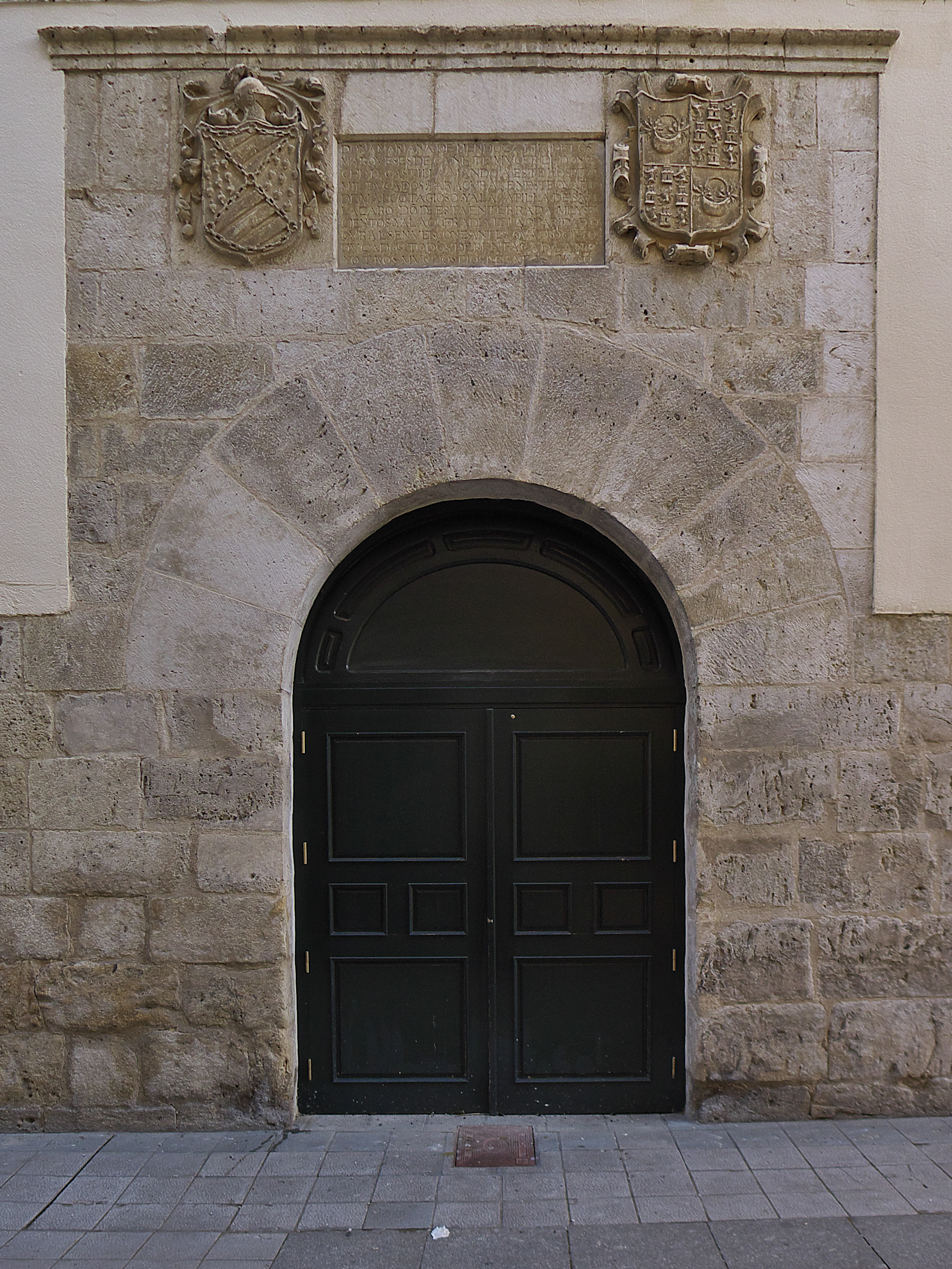
Hospital de San Bernabé y San Antolín

La extensión y ampliación del recinto amurallado se fue produciendo de forma paralela al crecimiento de la población y al desarrollo espacial de la trama urbana. El primer recinto murado englobaría los dos barrios existentes en ese momento, el Barrio de la Catedral y el formado a partir de la iglesia de San Miguel. Se trataba de un recinto independiente y aislado, en la que el río constituía una barrera física, únicamente rota por la existencia del puente conocido como Puentecillas y posteriormente por el Puente Mayor. Hacia el este se abrían las puertas de Monzón y de Burgos, al sur la Puerta del Mercado, que abría la entrada a la calle principal, la Rúa. Más tarde, se abrió al norte la Puerta de Santa Marina. En el siglo XIII, como consecuencia de la creación del Barrio de La Puebla, se construye el segundo recinto de murallas, cuyas puertas principales fueron la Puerta de San Lázaro y el postigo de Paniagua. A mediados del siglo XV la ciudad tenía catorce puertas y postigos, algunas de las cuales habían quedado intramuros al englobarse nuevos espacios, como el Barrio de la Puebla. En el primer tercio del siglo XVI, el florecimiento de la industria textil lanera da lugar a un importante desarrollo económico, con el consiguiente aumento de población, lo que derivará en la ampliación del casco urbano y la ampliación de la cerca.
El río Carrión siempre supuso una barrera en el desarrollo de la ciudad hacia el oeste, por lo que su crecimiento se fue produciendo hacia el este y el sur. Con la ampliación de la cerca a principios del siglo XVI, toda la zona comprendida entre la iglesia de San Pablo y la Puerta de Monzón, la zona alrededor de la iglesia de San Francisco, hasta la Puerta de Burgos, La Puebla y la zona que se extendía al sur de la ciudad, delimitada a su vez por el río Carrión al oeste y por la calle de Paniagua al este, quedaban plenamente incorporados al núcleo urbano y protegidos por el nuevo recinto amurallado. La comparación del recinto murado del siglo XIII con el recinto murado del siglo XVI, ponen de manifiesto la importancia y significado del crecimiento urbano de Palencia en este siglo. La calle de la Rúa va perdiendo importancia como principal eje de la ciudad a favor de la actual calle Mayor, resultado de la unión de la calle Paniagua y la calle Mejorada. En esta calle se instalará una población de artesanos, con sus talleres y comercios en planta baja y su vivienda en la planta superior, lo que da lugar a una tipología constructiva caracterizada por soportales y estrechos frentes de fachadas, que aún pervive. En la actualidad la Calle Mayor sigue siendo el eje principal de la ciudad, donde se instalan las principales instituciones. En el primer tercio del siglo XVI, se consolida la celebración del mercado junto a la puerta del Mercado, origen de lo que será la Plaza Mayor. Paralelamente, se instalan en la ciudad numerosos conventos, como el convento de la Piedad, el convento de Nuestra Señora de la Calle, el convento de San Juan de Dios, el convento de Las Bernardas, el convento de las Carmelitas Descalzas, el convento de San Buenaventura, el convento de las Agustinas Canónigas y el convento de las Agustinas Recoletas. Este proceso de crecimiento y desarrollo de la margen izquierda del río, es paralelo a la pérdida de importancia de la margen derecha –donde se ubica el Barrio de Allende el Río–, disminuyendo notablemente su población y desapareciendo muchas de sus iglesias y parroquias; en la actualidad, solo queda en pie la iglesia de Allende el Río.

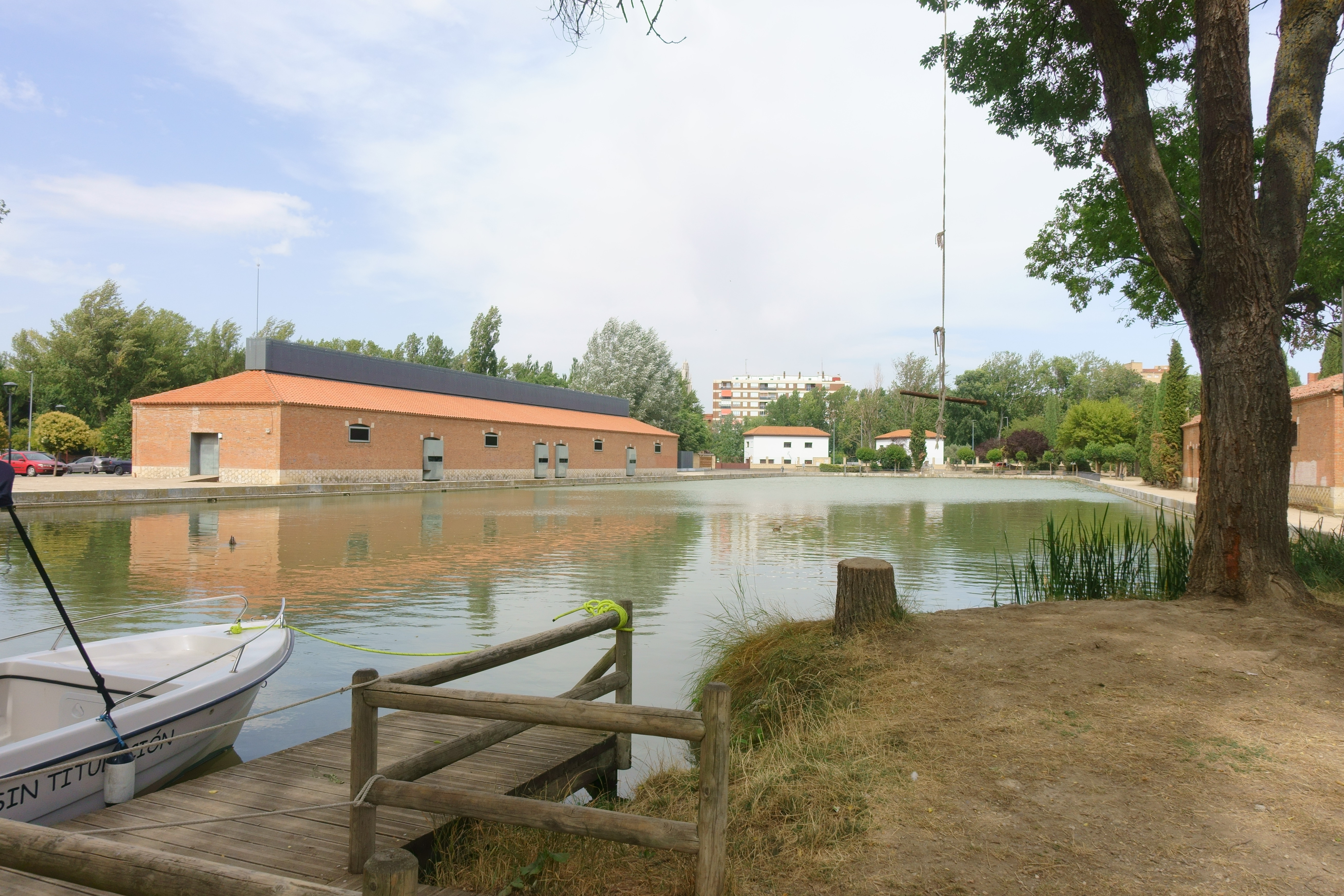
Dársena del canal de Castilla

En el siglo XVIII la ciudad, inmersa en el espíritu del reformismo ilustrado, inicia un proceso de mejora en las condiciones de habitabilidad, abastecimientos de aguas o saneamiento. Una de las más importantes obras de ingeniería civil de la España Ilustrada, el canal de Castilla, construido entre mediados del siglo XVIII y el primer tercio del XIX al objeto de establecer una ruta de comunicación y transporte fluvial de mercancías entre la meseta castellana y el puerto de Santander, tiene una especial incidencia en Palencia. La creación de una dársena a la entrada de la ciudad, en una pequeña desviación realizada para la carga y descarga de las barcazas que se movían por el canal, utilizada desde el año 1753 hasta 1849 como un pequeño puerto para la exportación de productos agrícolas, tuvo importantes consecuencias económicas, sociales y urbanísticas para la ciudad. En la actualidad se encuentra en perfecto estado, conservándose las amarras y las antiguas naves almacenes, hoy convertidas en el Museo del Agua. A finales del siglo XVIII, Palencia conservaba prácticamente intactas sus murallas. De su recinto murado conservaba siete puertas de acceso, la de Monzón, la del Mercado y la del Puente Mayor, y otras de menor importancia como las de San Lázaro, San Juan, el Portillo del Río y Puentecillas y los portillos del Carmen y del Matadero.

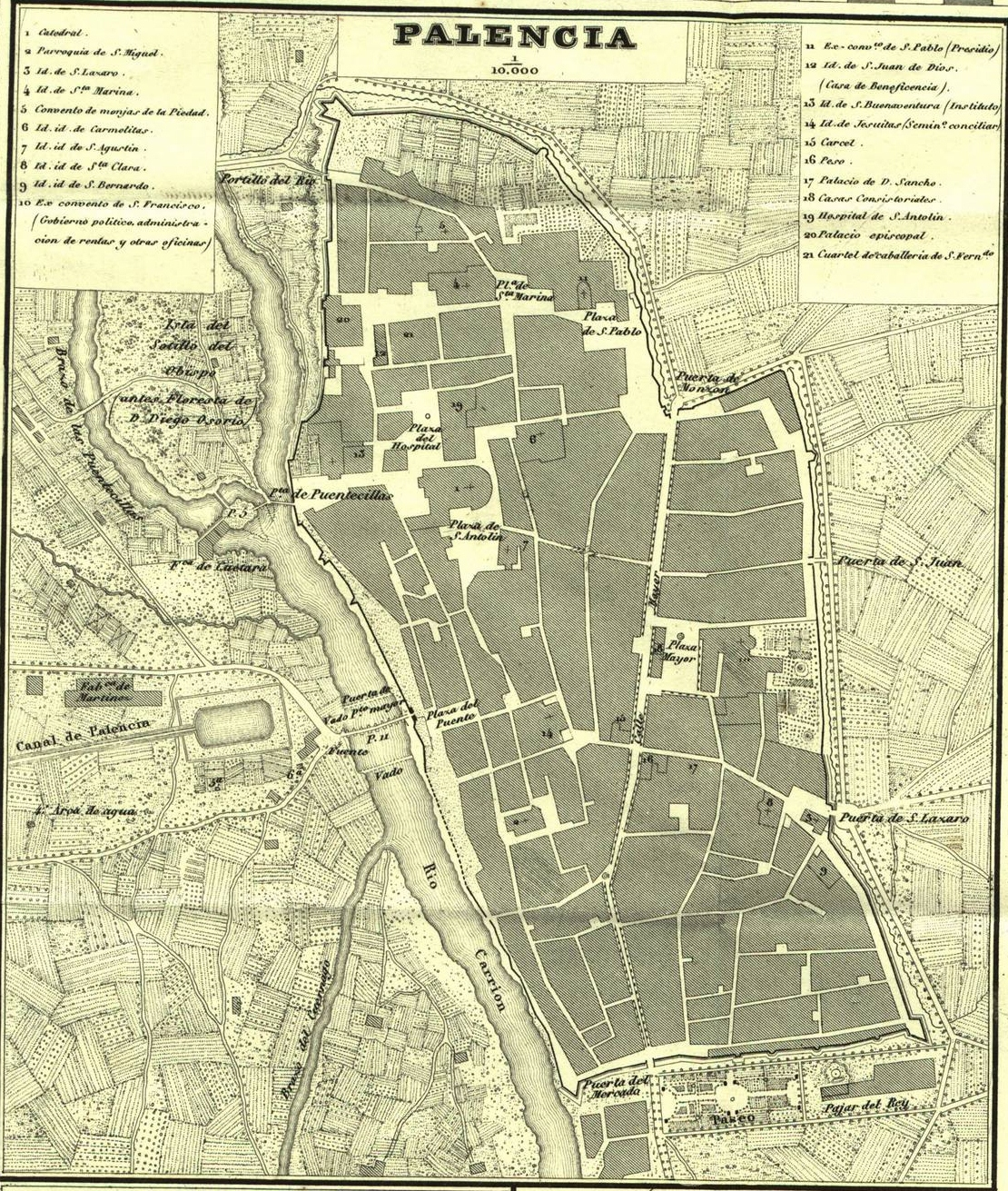
Mapa de Palencia a mediados del siglo XIX por Francisco Coello

En la primera mitad del siglo XIX, como consecuencia de la Guerra de la Independencia y las desamortizaciones, se produjeron las pérdidas patrimoniales más importantes. Así, en 1868, se derribaron las murallas y se sustituyeron por una cerca de carácter fiscal, quedando únicamente en pie la puerta del Arco del Mercado. La ciudad se transformó urbanísticamente; la desaparición de la muralla y la desamortización liberaron grandes extensiones de propiedad urbana. El ascenso de la burguesía, y en general de las clases medias, dio lugar a la realización de diversas obras de acondicionamiento y urbanización de calles, con el ensanche y modernización de la ciudad. Durante el siglo XX, se produjeron importantes remodelaciones que, sin variar sustancialmente el perímetro de la ciudad, modificaron su aspecto con nuevas construcciones tanto en el centro de la ciudad como en las afueras. La burguesía se instaló en la Calle Mayor y alrededores, en viviendas de tres y cuatro plantas, y en la periferia se construyeron sus villas de recreo, además de edificios industriales o de uso común, como el edificio de la azucarera, el cuartel de Alfonso VIII o la cárcel.
Elementos urbanos

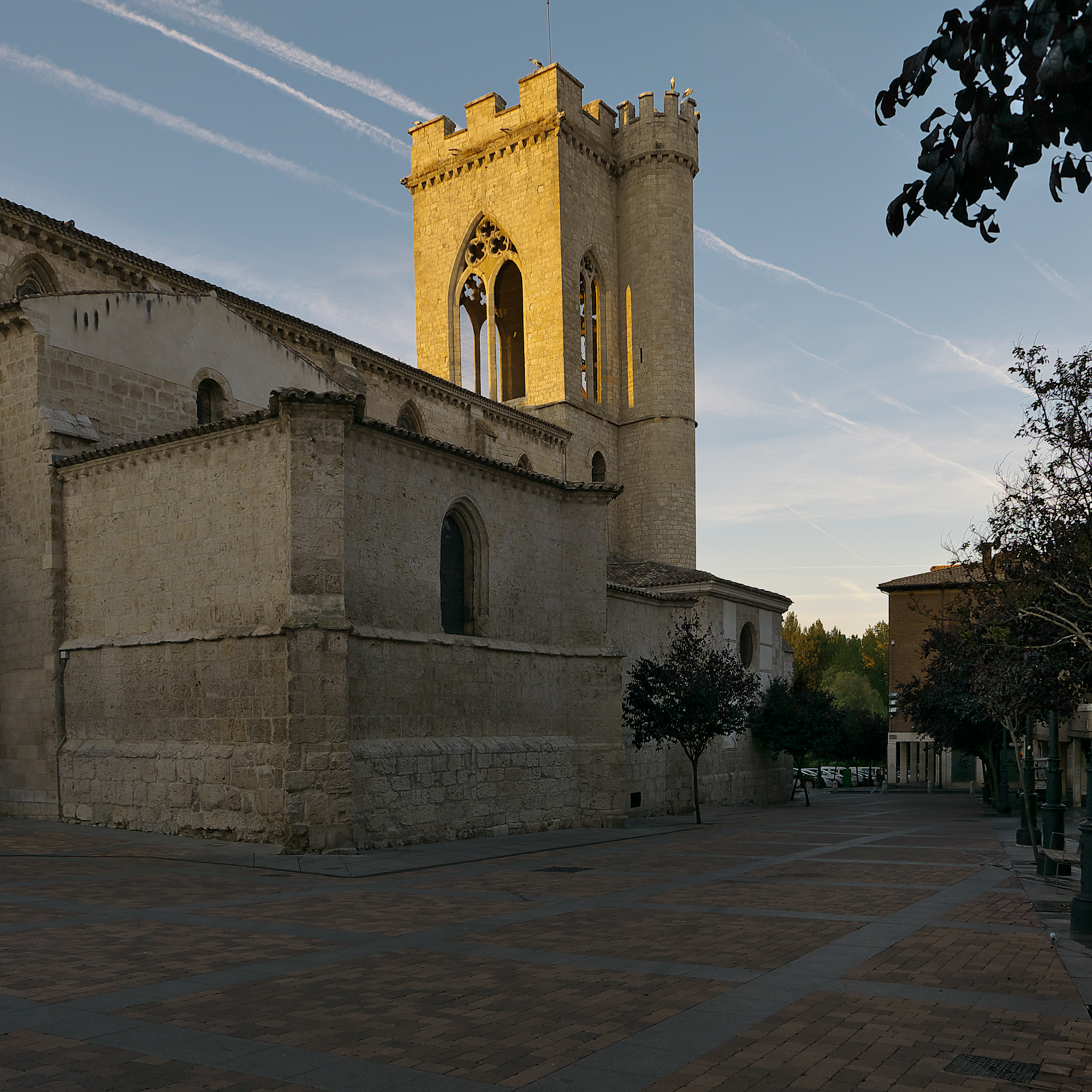
Torre de la iglesia de San Miguel

El conjunto de Palencia alberga numerosos edificios y conjuntos de interés singular, alguno de ellos declarados Bien de Interés Cultural con categoría de monumento, como la catedral de San Antolín, conocida popularmente como la Bella Desconocida, el convento de San Pablo, la fachada plateresca de la iglesia de San Bernardo, la iglesia de San Miguel, la iglesia de Nuestra Señora de la Calle, la iglesia de San Juan Bautista y la iglesia de San Francisco.
También tienen la consideración de Bien de Interés Cultural edificios civiles como la Casa del Cordón –en la actualidad sede del Museo de Palencia–; el Colegio Público Modesto Lafuente, obra de 1897 de Juan Agapito y Revilla; el Colegio de Villandrando, obra de Jerónimo Arroyo, y el Palacio de los Aguado-Pardo, palacio barroco del siglo XVIII, también conocido como Casa de Junco, en la actualidad utilizado como espacio cultural y académico por la Universidad de Valladolid.
Asimismo son de destacar edificios que sin estar declarados Bien de Interés Cultural, tienen un notable valor arquitectónico y responden a una tipología singular. La ciudad acoge un buen número de conventos y edificios religiosos de notable interés, entre los que destacan el monasterio de Santa Clara, la iglesia de San Lázaro, la iglesia de Santa Marina, el Seminario Mayor, el Palacio Episcopal, el convento de la Piedad, el convento de las Agustinas Canónigas, el convento de las Agustinas Recoletas, la capilla de la Soledad o la iglesia de San Agustín. También destacan el Hospital de San Bernabé, o el Palacio Episcopal, sede del Museo Diocesano, una de las escasas construcciones de la ciudad que sigue los cánones neoclásicos.
En cuanto a arquitectura civil y espacios públicos representativos, destaca sin duda la calle Mayor, eje comercial y social donde se ubican la mayor parte de los edificios administrativos, comerciales y culturales de la ciudad. En esta calle, que presenta soportales en uno de los lados, se encuentran las edificaciones más singulares de la ciudad, en estilo neoplateresco y modernista, en las que el ladrillo, la piedra, el hierro y la madera son los materiales más característicos.

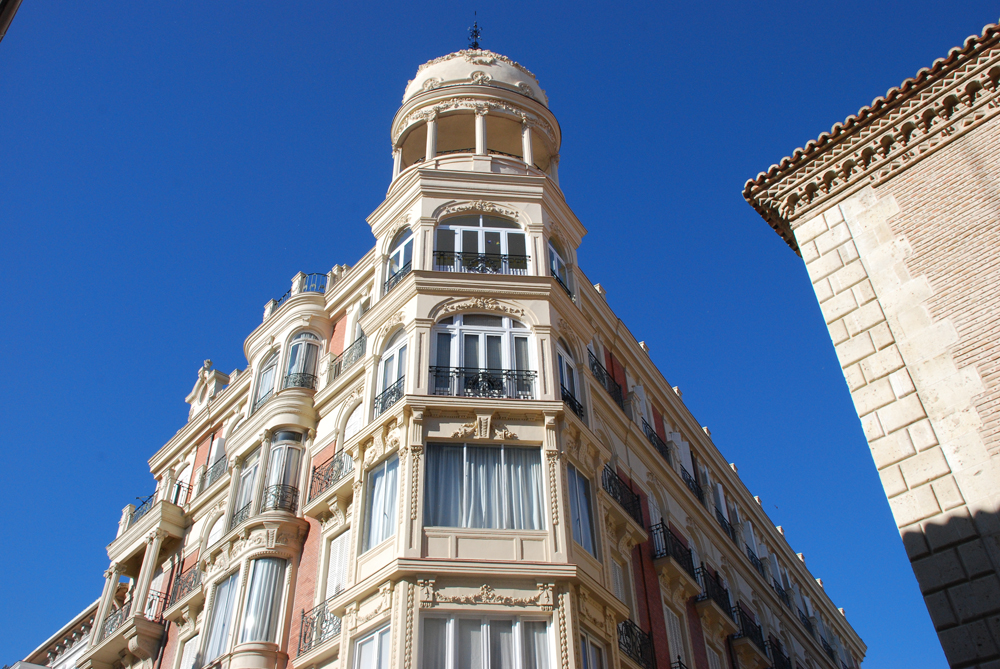
Casa de los Señores García Germán, de Jerónimo Arroyo

En la configuración de la ciudad del siglo XIX y XX, destacan importantes arquitectos, como Juan Agapito y Revilla, Jacobo Romero y Jerónimo Arroyo, cuyo estilo ha definido el carácter del centro histórico de la ciudad de Palencia a lo largo del siglo XX. Tres estilos artísticos caracterizan este período; el modernismo, con una interesante representación en Palencia de la mano de Jerónimo Arroyo; el historicismo, del que se encuentra un ejemplo representativo de neoplateresco en el edificio de la Diputación Provincial, y el eclecticismo, con ejemplos como el Mercado de Abastos, obra de Agapito y Revilla o el Puente de Hierro sobre el río Carrión, caracterizados por la utilización de los nuevos materiales como el hierro y el hormigón armado, así como numerosas residencias particulares en las que se introducen elementos de hierro en columnas y balcones.
La Plaza Mayor, del siglo XVI, es otro de los espacios más representativos de la ciudad. La casa consistorial, inaugurada en 1878, se decora según proyecto de Jacobo Romero. Obra destacada de este arquitecto es el edificio de Correos y Telégrafos. Además, Jacobo Romero trabajó en el edificio n.º 9 de la Calle Mayor, lo que fuera sede de la Federación Católica-Agraria palentina, inaugurada en 1992, de estilo ecléctico historicista y hoy sede de Caja Duero, y en la reforma del Casino de Palencia.

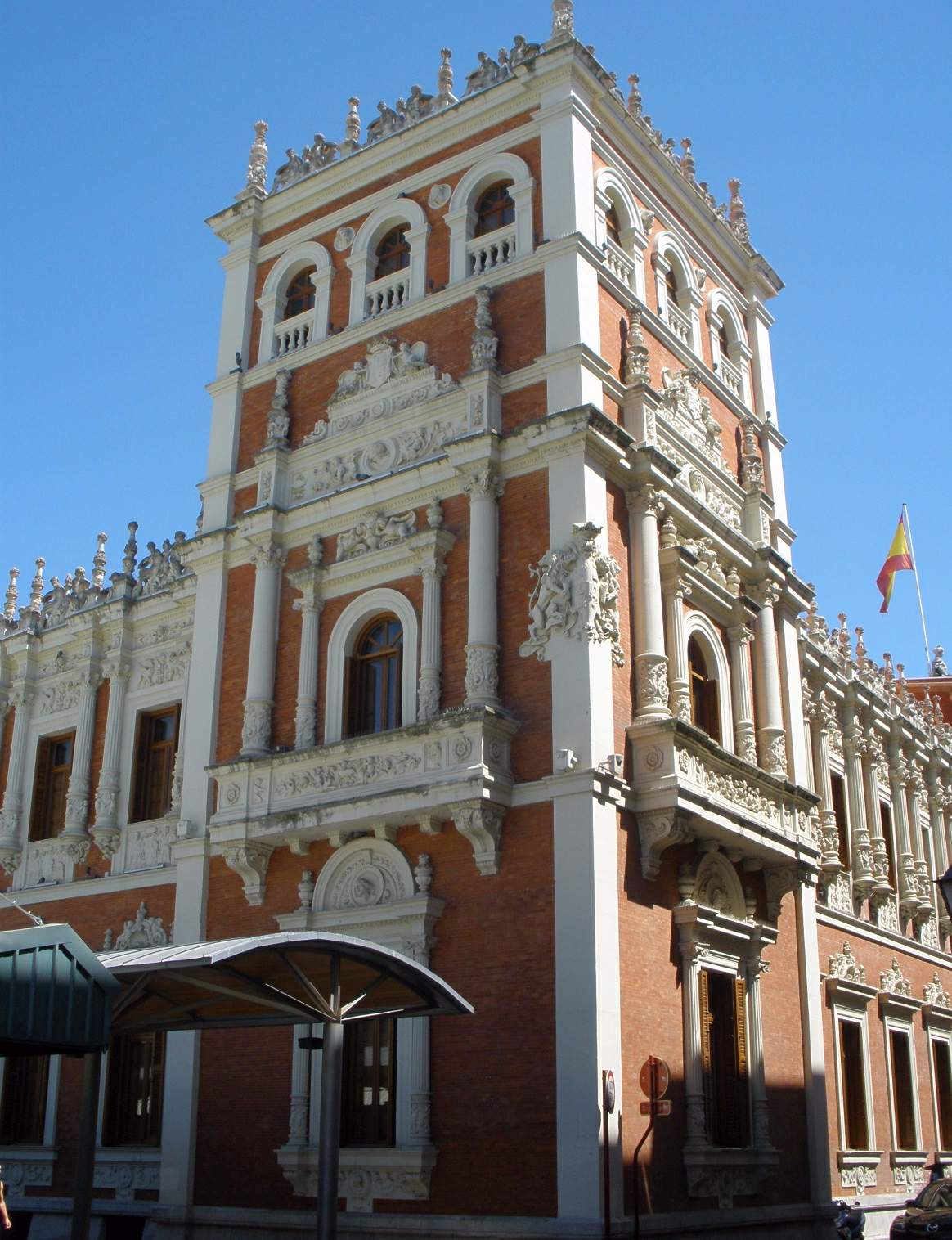
Palacio de la Diputación

Uno de los arquitectos más determinantes en la configuración de la imagen de la ciudad de Palencia es sin duda Jerónimo Arroyo. Además del Colegio Villandrando, edificio declarado Bien de Interés Cultural, entre sus obras más destacadas se encuentra el Palacio de la Diputación, el edificio situado en el n.º 54 de la Calle Mayor, la Casa de Ramón Alonso, donde se ubicaba la Sede de Caja España, hoy sede del Consejo de Cuentas de Castilla y León, o la Casa de los Señores García Germán. Obra suya es también el Instituto de Educación Secundaria Jorge Manrique, que en la actualidad acoge un Museo dedicado a la figura de Jerónimo Arroyo y sus proyectos en la ciudad. Asimismo destaca el Centro de Salud «La Puebla», construido sobre un edificio diseñado por él en 1905 para Juan Antonio Gullón, del que se conserva la fachada que da a la avenida Modesto Lafuente y a la calle Ricardo Cortés. Otro de sus edificios más destacados es su estudio y oficinas de Arroyo y Gallego, ubicado en la Calle Mayor. También de su mano se lleva a cabo la reforma del Teatro Principal y las obras de restauración en la catedral de Palencia, en las que su original idea de colocar en una gárgola la figura de un fotógrafo con su cámara fotográfica de fuelle, se ha convertido en la actualidad en un curioso atractivo. Otras obras del arquitecto son el Centro Politécnico San Isidoro, en la plaza de la Catedral, fundado en 1891 como centro de enseñanza, del que únicamente se conserva la fachada; la Residencia de los Padres Jesuitas, o el bar Alaska, ubicado en la calle Mayor número 26, inaugurado en julio de 1936, que como un típico local de la época, presenta altos mostradores, espejos y azulejos, con elementos de hierro en la decoración como las escaleras de caracol en forja que sirven de acceso a los aseos del local.
Para realizar las obras de la Azucarera Palentina, siguiendo el proyecto de Jerónimo Arroyo, se incorpora a la ciudad el arquitecto catalán Esteban Grau, al que se le atribuye la construcción de la Casa Guzmán o Casa de la Ferretería, en la calle Mayor.
En el apartado de arquitectura industrial, asociada a la utilización de nuevos materiales como el hierro el ladrillo y la piedra artificial, destaca el Mercado de Abastos, edificio de hierro y cristal construido en 1898 según proyecto de Juan Agapito y Revilla, que alberga de forma ordenada el mercado que antes se celebraba en la Plaza Mayor, y otros edificios como la Tejera, la Alcoholera o la Azucarera.
Los tres puentes que atraviesan el río Carrión son los mejores testigos de la historia de la ciudad. Puentecillas, declarado bien de interés cultural con categoría de monumento el 4 de septiembre de 2008, y que se ha convertido en uno de los elementos más emblemáticos de la ciudad, el Puente Mayor y el Puente de Hierro. Palencia sería una de las ciudades con más zonas verdes de España. Entre sus jardines, el famoso Salón, creado en 1830 y dedicado a Isabel II, la huerta de Guadián, parque cerrado en el centro de la ciudad, donde se ubica la iglesia románica de Villanueva del Río Pisuerga, trasladada a la ciudad de Palencia y convertida en centro de conocimiento del románico y especialmente las riberas del río Carrión, figuran como algunos de los espacios verdes de la ciudad.
Cristo del Otero

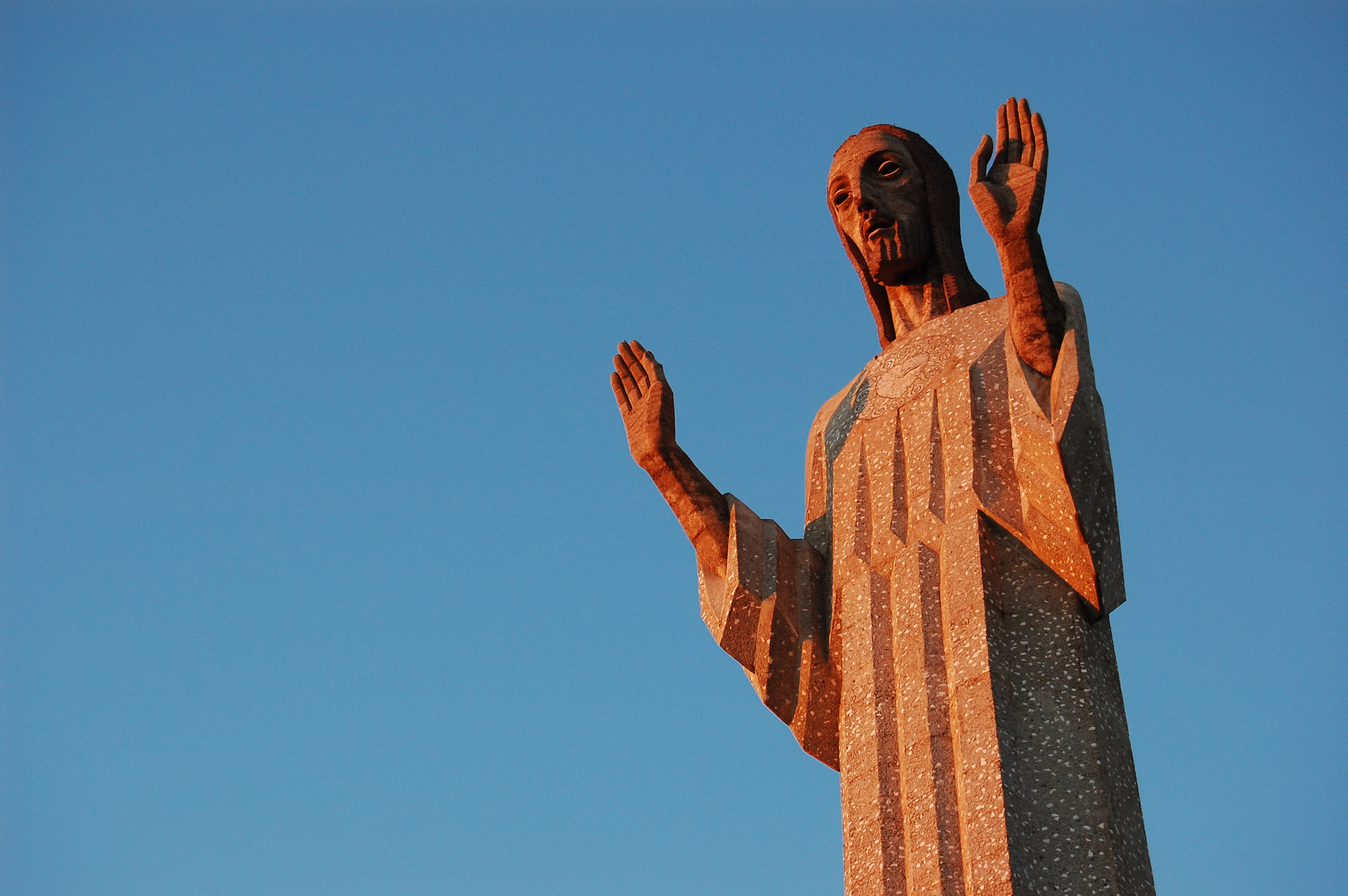
Cristo del Otero al atardecer

A las afueras de la Ciudad, el cerro del Otero domina el vasto y llano territorio de Tierra de Campos y ofrece una magnífica vista panorámica de Palencia.
Fue este cerro el lugar elegido para la construcción del monumento al Sagrado Corazón de Jesús, de Victorio Macho. La obra, iniciativa del obispo Parrado, se encomendó al escultor palentino representante del realismo castellano, muy conectado con la visión y el sentir de la generación del 98, a la que pertenece. Macho presentó al Cabildo Catedralicio un boceto en yeso, de cuatro metros de altura, la cuarta parte de lo que sería la obra. El proyecto sufrió diversas paralizaciones y modificaciones; se decidió eliminar el bronce inicialmente previsto para cabeza, brazos y pies, así como las incrustaciones de mosaicos dorados de reflejos metálicos, aprobándose el proyecto finalmente en hormigón armado revestido de piedra artificial y granito y también se modifica la disposición de los brazos, decidiéndose finalmente una posición hierática que representa justo el instante que antecede la bendición.
Según palabras del propio autor, más allá de la representación de una figura humana, la representación de Cristo se concibe como «Torre Mística o Torre del Señor». Con este propósito se proyecta un Cristo de dimensiones colosales, acordes con la propia proporción del Cerro que le sirve de pedestal, utilizando el cemento mezclado en ocasiones con arena del río y una técnica de modelado mediante aristas y planos verticales, en el que los pliegues de la túnica asemejan estrías y contrafuertes, lo que acentúa la esbeltez y verticalidad de la figura, que contrapuesta a la horizontalidad de los campos castellanos, representa la espiritualidad. El Cristo, de rostro enjuto y pómulos marcados, presenta un estilo postcubista geométrico, que recuerda al arte griego y al art déco, con referencias al antiguo Egipto en la hierática postura de la figura.
Las obras, para las que Victorio Macho contó con la ayuda del arquitecto municipal Jerónimo Arroyo, comenzaron en 1927, previa colecta popular; tras superar muchas dificultades derivadas de la climatología y el difícil acceso, finalizan pocos años después. La inauguración tuvo lugar el 12 de junio de 1931 y desde ese momento el Cristo del Otero se convirtió en uno de los símbolos de la ciudad. Victorio Macho falleció en Madrid el 13 de julio de 1966. Según su deseo, fue enterrado a los pies del Cristo, en la ermita de Santa María del Otero, donde reposan sus restos con una sencilla lápida de mármol blanco y un pequeño museo dedicado a su obra, en el que se puede encontrar una exposición sobre el artista y su ciudad.
En el Cerro del Otero se celebra en abril la Romería de Santo Toribio en conmemoración del lugar donde el santo se refugió, después de ser apedreado y expulsado de la ciudad tras su intento de predicar la doctrina católica y donde los palentinos, tras las importantes inundaciones sufridas en la ciudad, entendidas como castigo de Dios por estos hechos, buscaron el refugio y perdón del Santo. En recuerdo de estos acontecimientos, que algunos estudiosos quieren relacionar con la catastrófica inundación que tuvo lugar en la Pallantia del siglo II d. C., es tradición que las autoridades palentinas, desde el balcón de la ermita, «apedreen» a los asistentes lanzándoles bolsas del típico pan y quesillo. También el cerro del Otero es escenario de actos de la Semana Santa, como la procesión hasta el cerro en la tarde del Domingo de Ramos, de la Cofradía Penitencial y Sacramental de la Santa Vera-Cruz.
Cerro de San Juanillo
En este cerro muy próximo al cerro del Otero, conocido popularmente como de San Juanillo, se ubican los restos de la que fuera la ermita de San Juan del Otero. Posiblemente este eremitorio y posterior ermita rupestre, formaría parte del conjunto fundado en el siglo VI por el monje Toribio de Palencia, que posteriormente se trasladaría al valle de la Viorna, en la Liébana cántabra, para fundar lo que hoy se conoce como Santo Toribio de Liébana. En el siglo XV, bajo los auspicios de un vecino de Palencia, el que fuera su primer ermitaño, Juan García, construyó la emita. A su muerte, el Cabildo de la Catedral se hizo cargo del edificio, encargando a un capellán la celebración de dos misas por semana y eligiendo a un ermitaño que viviría en el lugar y se encargaría del cuidado del edificio. A partir del siglo XVI comenzó su abandono y decadencia, que ya era un hecho en el siglo XVII.
En la actualidad, de este antiguo eremitorio rupestre todavía pueden apreciarse algunas dependencias, como la capilla, la sacristía y diversas estancias destinadas al alojamiento del ermitaño, así como algunas representaciones iconográficas de cruces patadas, restos de yeserías y revestimientos murales, en ocasiones enmascaradas por pintadas y grafitis de épocas más recientes. El cerro de San Juanillo constituye un elemento representativo de un pasado vinculado al culto popular a san Juan.

## Estatus patrimonial
La entonces Dirección General de Bellas Artes, Archivos y Bibliotecas, por resolución de 7 de julio de 1982, acordó previo informe emitido por la Real Academia de Bellas Artes de San Fernando de 22 de marzo de 1968 incoar procedimiento de declaración de Conjunto histórico artístico a favor de Palencia.
Conforme a lo dispuesto en la Disposición Transitoria Sexta de la Ley 16/1985 de Patrimonio Histórico Español, y la Disposición Transitoria Segunda de la Ley 12/2002 de 11 de julio, del Patrimonio Cultural de Castilla y León, la tramitación y efectos del expediente de declaración se rigió por la Ley de 13 de mayo de 1933 sobre la Defensa, Conservación y Acrecentamiento del Patrimonio Histórico Nacional.
La ciudad fue declarada Bien de Interés Cultural en la categoría de conjunto histórico el 22 de marzo de 2018, siendo el acuerdo publicado el día 26 de ese mismo mes en el Boletín Oficial de Castilla y León.